# Capo di stato maggiore dell'Esercito degli Stati Uniti

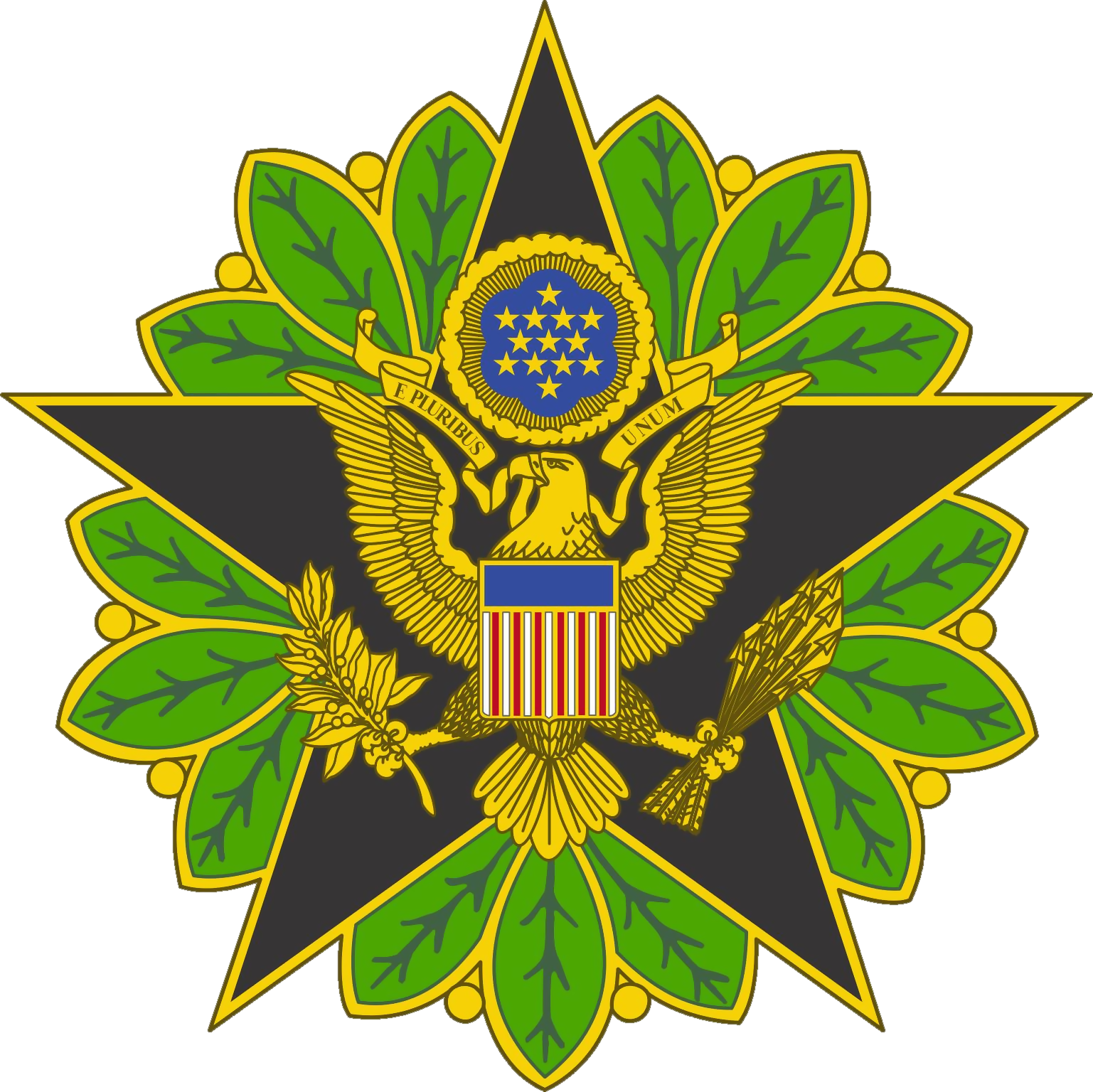
Distintivo di identificazione del personale dell'esercito

Il capo di stato maggiore dell'Esercito degli Stati Uniti (inglese: Chief of Staff of the United States Army), (CSA) è l'ufficiale generale dell'Esercito degli Stati Uniti che ha la responsabilità di garantire la preparazione e la prontezza dell'esercito. Come gli altri Service Chiefs delle Forze armate statunitensi non ha autorità di comando operativo.
Egli risponde quindi solamente al segretario all'Esercito degli Stati Uniti d'America ed al Congresso. Nelle sue mansioni rientrano il compito di elaborare i budget, di promuovere inchieste qualora fosse necessario o gli venisse chiesto e di presiedere l'Army Staff.
Il capo di stato maggiore dell'Esercito degli Stati Uniti deve essere quindi nominato dal presidente degli Stati Uniti e deve essere successivamente confermato dalla maggioranza del Senato.
Fa parte dello Joint Chiefs of Staff, che è coordinato dal capo dello stato maggiore congiunto degli Stati Uniti. Ed è coadiuvato dal vice capo di stato maggiore dell'Esercito degli Stati Uniti che in sua assenza ne riceve le funzioni.

## Storia
Prima del 1903, l'ufficiale militare anziano dell'esercito era il comandante generale dell'Esercito degli Stati Uniti, che riferiva al segretario. Dal 1864 al 1865, il maggiore generale Henry Halleck (che in precedenza era stato comandante generale) prestò servizio come "capo di stato maggiore dell'esercito" sotto il comandante generale, il tenente generale Ulysses S. Grant, servendo così in un ufficio diverso e non come anziano ufficiale dell'esercito.
Il primo capo di stato maggiore trasferì il suo quartier generale a Fort Myer nel 1908.

## Responsabilità
L'alta dirigenza del Dipartimento dell'Esercito è composta da due civili, il segretario dell'Esercito (Capo del Dipartimento e subordinato al segretario della difesa) e il sottosegretario dell'Esercito, e due ufficiali militari, il capo di stato maggiore e il vice capo di stato maggiore dell'esercito.
Il capo riferisce direttamente al segretario dell'esercito per le questioni relative all'esercito e assiste nelle funzioni degli affari esterni del segretario, inclusa la presentazione e l'applicazione delle politiche, dei piani e delle proiezioni dell'esercito. Il capo ordina inoltre all'ispettore generale di eseguire ispezioni e indagini secondo necessità. Inoltre, il capo presiede lo stato maggiore dell'esercito rappresenta le capacità, i requisiti, la politica, i piani e i programmi dell'esercito nei forum congiunti. Sotto delega di autorità fatta dal segretario dell'esercito, il capo designa il personale dell'esercito e le risorse dell'esercito ai comandanti dei comandi unificati combattenti. Il capo svolge l'autorità, la direzione e il controllo del Segretario dell'Esercito, o delega tali compiti e responsabilità ad altri ufficiali della sua amministrazione in suo nome. Come le altre controparti di servizio, il capo non ha autorità di comando operativo sulle forze dell'esercito, che risale al passaggio del Department of Defense Reorganization Act del 1958. Il capo è servito da un certo numero di vice capi di stato maggiore dell'esercito, come G-1. La paga base del capo è di $21.147,30 al mese e ha anche ricevuto un'indennità di denaro personale (importo mensile) di $333,33, un'indennità di base di sussistenza di $253,38 e un'indennità di base per l'alloggio da $50,70 a $1923,30.
Il capo di stato maggiore dell'esercito è nominato dal presidente e deve essere confermato dal Senato. Per statuto, il capo è nominato generale a quattro stelle.
Il capo ha una residenza ufficiale, presso la Joint Base Myer-Henderson Hall, Virginia.

## Elenco cronologico
| 1   | LTG Samuel B. M. Young         |  | 15 agosto 1903    | 8 gennaio 1904    |                   |           |
| 2   | LTG Adna R. Chaffee            |  | 19 agosto 1904    | 14 gennaio 1906   |                   |           |
| 3   | LTG John C. Bates              |  | 15 gennaio 1906   | 13 aprile 1906    |                   |           |
| 4   | MG J. Franklin Bell            |  | 14 aprile 1906    | 21 aprile 1910    |                   |           |
| 5   | MG Leonard Wood                |  | 22 aprile 1910    | 21 aprile 1914    |                   |           |
| 6   | MG William Wallace Wotherspoon |  | 22 aprile 1914    | 16 novembre 1914  |                   |           |
| 7   | BG/MG Hugh L. Scott            |  | 17 novembre 1914  | 22 settembre 1917 |                   |           |
| 8   | GEN Tasker H. Bliss            |  | 23 settembre 1917 | 19 maggio 1918    |                   |           |
| 9   | GEN Peyton C. March            |  | 20 maggio 1918    | 30 giugno 1921    |                   |           |
| 10  | GEN John J. Pershing           |  | 1º luglio 1921    | 13 settembre 1924 |                   |           |
| 11  | GEN John L. Hines              |  | 14 settembre 1924 | 20 novembre 1926  |                   |           |
| 12  | GEN Charles P. Summerall       |  | 21 novembre 1926  | 20 novembre 1930  |                   |           |
| 13  | GEN Douglas MacArthur          |  | 21 novembre 1930  | 1º ottobre 1935   |                   |           |
| 14  | GEN Malin Craig                |  | 2 ottobre 1935    | 31 agosto 1939    |                   |           |
| 15  | GA George C. Marshall          |  | 1º settembre 1939 | 18 novembre 1945  |                   |           |
| 16  | GA Dwight D. Eisenhower        |  | 19 novembre 1945  | 6 febbraio 1948   |                   |           |
| 17  | GEN Omar N. Bradley            |  | 7 febbraio 1948   | 15 agosto 1949    |                   |           |
| 18  | GEN J. Lawton Collins          |  | 16 agosto 1949    | 14 agosto 1953    |                   |           |
| 19  | GEN Matthew B. Ridgway         |  | 15 agosto 1953    | 29 giugno 1955    |                   |           |
| 20  | GEN Maxwell D. Taylor          |  | 30 giugno 1955    | 30 giugno 1959    |                   |           |
| 21  | GEN Lyman L. Lemnitzer         |  | 1º luglio 1959    | 30 settembre 1960 |                   |           |
| 22  | GEN George H. Decker           |  | 1º ottobre 1960   | 30 settembre 1962 |                   |           |
| 23  | GEN Earle G. Wheeler           |  | 1º ottobre 1962   | 2 luglio 1964     |                   |           |
| 24  | GEN Harold K. Johnson          |  | 3 luglio 1964     | 2 luglio 1968     |                   |           |
| 25  | GEN William C. Westmoreland    |  | 3 luglio 1968     | 30 giugno 1972    |                   |           |
| 26  | GEN Bruce Palmer, Jr.          |  | 1º luglio 1972    | 11 ottobre 1972   |                   |           |
| 27  | GEN Creighton W. Abrams        |  | 12 ottobre 1972   | 4 settembre 1974  |                   |           |
| 28  | GEN Frederick C. Weyand        |  | 3 ottobre 1974    | 30 settembre 1976 |                   |           |
| 29  | GEN Bernard W. Rogers          |  | 1º ottobre 1976   | 21 giugno 1979    |                   |           |
| 30  | GEN Edward C. Meyer            |  | 22 giugno 1979    | 21 giugno 1983    |                   |           |
| 31  | GEN John A. Wickham, Jr.       |  | 23 luglio 1983    | 23 giugno 1987    |                   |           |
| 32  | GEN Carl E. Vuono              |  | 23 giugno 1987    | 21 giugno 1991    |                   |           |
| 33  | GEN Gordon R. Sullivan         |  | 21 giugno 1991    | 20 giugno 1995    |                   |           |
| 34  | GEN Dennis J. Reimer           |  | 20 giugno 1995    | 21 giugno 1999    |                   |           |
| 35  | GEN Eric Shinseki              |  | 21 giugno 1999    | 11 giugno 2003    |                   |           |
| 36  | GEN Peter J. Schoomaker        |  | 1º agosto 2003    | 10 aprile 2007    |                   |           |
| 37  | GEN George William Casey Jr.   |  | 10 aprile 2007    | 10 aprile 2011    |                   |           |
| 38  | GEN Martin E. Dempsey          |  | 11 aprile 2011    | 7 settembre 2011  |                   |           |
| 38. | GEN Raymond T. Odierno         |  | 7 settembre 2011  | 14 agosto 2015    |                   |           |
| 39  | GEN Mark A. Milley             |  | 14 agosto 2015    | 9 agosto 2019     |                   |           |
| 40  | GEN James C. McConville        |  | 9 agosto 2019     | 4 agosto 2023     |                   |           |
| 41  | GEN Randy A. George            |  | 4 agosto 2023     | 21 settembre 2023 | 21 settembre 2023 | in carica |